# مالویی
ماری لوی ایو کیپته ریکالده (انگلیسی: Mary Loi Yves Kipte Ricalde؛ زادهٔ ۲۷ مه ۲۰۰۲) که به‌طور حرفه‌ای با نام مالویی (انگلیسی: Maloi, English:‎i‎/məˈlɔɪ/‎,تلفظ تاگالوگ[maˈlo.i]) شناخته می‌شود، خواننده و رقصنده اهل فیلیپین است. او یکی از اعضای گروه دخترانه بینیاست.

## اوایل زندگی
ماری لوی ایو کیپته ریکالده زادهٔ ۲۷ مه ۲۰۰۲ در باتانگا، فیلیپین از خانواده‌ای با چهار فرزند است. او و خانواده‌اش در باتانگا زندگی می‌کردند اما بعد به کاویته، فیلیپین نقل مکان کردند. او در مؤسسه تکنولوژی فیلیپین ژاپن در بولاکان تحصیل می‌کرد، جایی که به همراه هم‌گروهی‌اش کولت در سال ۲۰۲۴ از آنجا فارغ‌التحصیل شد.